# Commissario europeo per i trasporti
Il commissario europeo per i trasporti è un membro della Commissione europea. Dal 1º dicembre 2024 il ruolo è ricoperto dal greco Apostolos Tzitzikostas.

## Competenze
Al Commissario per i trasporti fa capo la Direzione Generale per la mobilità e i trasporti, diretta dal tedesco Alfred Matthias Ruete.

## Il commissario
Dal 1º dicembre 2024 il ruolo è ricoperto da Apostolos Tzitzikostas.

## Cronologia
|    | Commissario              | Nazionalità | Commissione                                       | Durata           | Incarico                                                         |
| -- | ------------------------ | ----------- | ------------------------------------------------- | ---------------- | ---------------------------------------------------------------- |
| 1  | Michel Rasquin           | Lussemburgo | Commissione Hallstein I                           | 1958             | Trasporti                                                        |
| 2  | Lambert Schaus           | Lussemburgo | Commissione Hallstein I, Commissione Hallstein II | 1958 - 1967      | Trasporti                                                        |
| 3  | Victor Bodson            | Lussemburgo | Commissione Rey                                   | 1967 - 1970      | Trasporti                                                        |
| 4  | Albert Coppé             | Belgio      | Commissione Malfatti, Commissione Mansholt        | 1970 - 1973      | Affari sociali, Trasporti e Bilancio                             |
| 5  | Carlo Scarascia-Mugnozza | Italia      | Commissione Ortoli                                | 1973 - 1977      | Relazioni Istituzionali, Ambiente e Trasporti                    |
| 6  | Richard Burke            | Irlanda     | Commissione Jenkins                               | 1977 - 1981      | Fiscalità ed unione doganale, Trasporti e Tutela dei consumatori |
| 7  | Giorgios Contogeorgis    | Grecia      | Commissione Thorn                                 | 1981 - 1985      | Trasporti, Pesca e Coordinamento delle problematiche del turismo |
| 8  | Stanley Clinton Davis    | Regno Unito | Commissione Delors I                              | 1985 - 1989      | Ambiente, Tutela dei consumatori e Trasporti                     |
| 9  | Karel van Miert          | Belgio      | Commissione Delors II                             | 1989 - 1993      | Trasporti e Tutela dei consumatori                               |
| 10 | Abel Matutes             | Spagna      | Commissione Delors III                            | 1993 - 1994      | Trasporti ed Energia                                             |
| 11 | Marcelino Oreja          | Spagna      | Commissione Delors III                            | 1994 - 1995      | Trasporti ed Energia                                             |
| 12 | Neil Kinnock             | Regno Unito | Commissione Santer, Commissione Marín             | 1995 - 1999      | Trasporti                                                        |
| 13 | Loyola de Palacio        | Spagna      | Commissione Prodi                                 | 1999 - 2004      | Relazioni con il Parlamento, Trasporti ed Energia                |
| 14 | Jacques Barrot           | Francia     | Commissione Barroso I                             | 2004 - 2008      | Trasporti                                                        |
| 15 | Antonio Tajani           | Italia      | Commissione Barroso I                             | 2008 - 2010      | Trasporti                                                        |
| 16 | Siim Kallas              | Estonia     | Commissione Barroso II                            | 2010 - 2014      | Trasporti                                                        |
| 17 | Violeta Bulc             | Slovenia    | Commissione Juncker                               | 2014 - 2019      | Trasporti                                                        |
| 18 | Adina-Ioana Vălean       | Romania     | Commissione von der Leyen I                       | 2019 - 2024      | Trasporti                                                        |
| 19 | Apostolos Tzitzikōstas   | Grecia      | Commissione von der Leyen II                      | 2024 - in carica | Trasporti sostenibili e Turismo                                  |